# Innocent Love
«Innocent Love» es el primer sencillo extraído del segundo álbum de la cantante alemana Sandra, Mirrors. La versión de «Innocent Love» en el sencillo tuvo una duración más corta que la versión que apareció en el álbum. 
La canción fue producida por Michael Cretu y Armand Volker, su letra fue escrita por Susanne Müller y Klaus Hirschburger, y su música fue compuesta por Hubert Kemmler y Ulrich Herter. La carátula del sencillo fue diseñada por Mike Schmidt (Ink Studios) y la fotografía fue tomada por Dieter Eikelpoth.
La voz masculina que acompañaba a Sandra en la canción era la del cantante alemán Hubert Kemmler, líder de la banda alemana Hubert Kah. El vídeo musical consistió únicamente en Sandra cantando y haciéndose acompañar por varios músicos de estudio en el cual el bajista Peter Ries hacía con su mímica la voz acompañante de Hubert Kemmler.  
Entró en el top 20 alemán el 26 de junio de 1986, en donde permaneció durante siete semanas, de las cuales dos estuvo en el puesto número 11.

## Sencillo
- Sencillo 7"

A: «Innocent Love» - 3:50
B: «Innocent Theme» - 3:26
- Sencillo 12"

A: «Innocent Love» (Extended) - 6:47
B: «Innocent Theme» - 3:26

## Posiciones
| País (1986) | Puesto alcanzado |
| ----------- | ---------------- |
| Alemania    | 11               |
| Francia     | 10               |
| Israel      | 4                |
| Italia      | 9                |
| Noruega     | 6                |
| Suecia      | 18               |
| Suiza       | 14               |